# Peryt

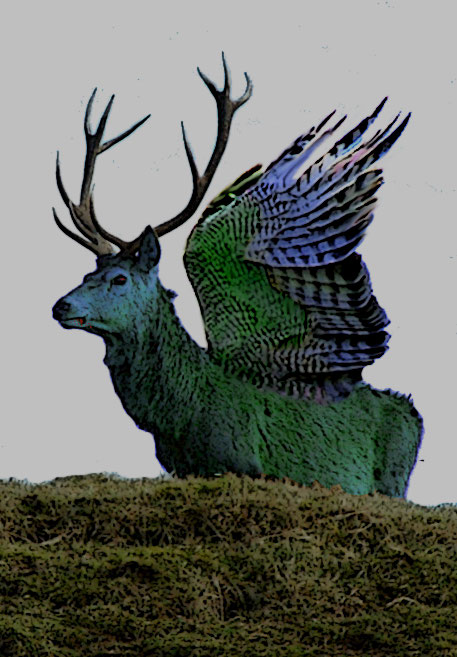
Artystyczna wizja peryta

Peryt (ang. Peryton) – fikcyjny stwór o ciele jelenia i orlich skrzydłach. Opisany przez Jorgea Luisa Borgesa w 1967 roku w Księdze istot zmyślonych.
Według Borgesa, peryt pochodził z Atlantydy; jego charakterystyczną cechą było rzucanie ludzkiego cienia, na podstawie czego przypuszczano, że peryty mogły być duchami wędrowców, zmarłych z dala od domów. Borges cytuje także fragmenty traktatu rabina Jakoba Ben Chaima, w którym przytoczone zostały relacje osób, którym udało się zobaczyć peryta; według owych relacji, stwory te były wrogie ludziom i niewrażliwe na broń. Opis Borgesa kończy się stwierdzeniem, że traktat Jakoba Ben Chaima został zniszczony podczas II wojny światowej, i że żadne inne źródła wspominające o perycie do naszych czasów nie dotrwały.
W II poł. XX wieku peryt pojawia się w literaturze fantasy i grach fabularnych. Gene Wolfe w Księdze Nowego Słońca wspomina o spotkaniu głównego bohatera z perytami; Andre-Druissi w Lexicon Urthus, słowniku terminów z Księgi Nowego Słońca, wskazał na pochodzenie peryta z Księgi istot zmyślonych.